# El elexir de la vida
El elexir de la vida est une bande dessinée espagnole illustrée par Francisco Ibáñez, appartenant à la franchise Mortadel et Filémon, éditée en 1973.

## Synopsis
Le professeur Von Nassen s'est évadé de prison et a inventé un élixir qui donne vie aux objets. Von Nassen va profiter de son invention pour réaliser des plans diaboliques et Mortadel et Filémon doivent l'arrêter.